# Trinh Minh Thé
Trinh Minh Thé (1922 – 31 maggio 1955) è stato un leader nazionalista e militare vietnamita alla fine della prima Guerra d'Indocina e all'inizio della Guerra del Vietnam.

## Biografia
Thế nacque nella provincia di Tây Ninh e fu allevato nella religione Cao Đài. Frequentò la scuola allievi ufficiali giapponese Kempeitai quando i giapponesi cominciarono a usare delle truppe paramilitari Cao Đài. Dal 1945 Thé fu ufficiale della milizia Cao Đài.
Nel giugno del 1951 Thé si separò dalla gerarchia Cao Đài e prese con sé circa 2000 soldati e formò il suo esercito personale, i Lien Minh, impegnati a combattere sia i francesi sia i Viet Minh. Il padre di Thé e uno dei suoi fratelli formarono il proprio gruppo militare nei Lien Minh e furono in seguito uccisi dai Viet Minh in combattimento.
Le truppe di Thé furono protagoniste di una serie di attentati terroristici a Saigon dal 1951 al 1953 - attentati che a quel tempo furono attribuiti ai comunisti - e forse furono anche responsabili dell'assassinio del generale francese Chanson a Sadec nel 1951.
Nel 1954 il consigliere militare statunitense Edward Lansdale, incaricato di sostenere il regime di Ngô Đình Diệm, strinse un accordo con Thé per usare le sue milizie a sostegno di Diem e dell'esercito della Repubblica del Vietnam. Il 13 febbraio 1955 le truppe di Thé furono ufficialmente integrate nell'esercito del Vietnam del Sud, dove Thé assunse il rango di generale. Thé e i suoi Lien Minh entrarono a Saigon in marcia trionfale.
Attraverso Edward Lansdale, gli U.S.A. continuarono a finanziare Thé e altri gruppi caodaisti. In ogni caso, visto che il governo del Vietnam del Sud traballava, molti soldati dichiararono la loro opposizione a Diệm e cominciarono a preparare un colpo di Stato. La lealtà di Thé a questo punto non era chiara, e neanche era chiaro se gli U.S.A. intendessero sostenere Diệm contro i ribelli; alcuni dicevano che Thé poteva realisticamente sostituire Diệm. In ogni caso, quando i Lien Minh entrarono a Saigon di nuovo, sembrò che essi avessero accolto la richiesta di Lansdale, fatta all'ultimo momento, di proteggere Diệm.
Il 31 maggio 1955, mentre viaggiava su un veicolo scoperto, Thé fu colpito alla schiena da un cecchino.
Il figlio di Thé, Trinh Minh Son, sostiene che suo padre fu ucciso con un colpo alla testa sparato a bruciapelo. Sostiene anche che Thé fu colpito da due proiettili, non da uno solo come affermato dalla stampa ufficiale. Secondo Son, è possibile che Thé sia stato assassinato dal governo del Vietnam del Sud per impedirgli una possibile futura opposizione al governo.